# 1981 год в истории изобразительного искусства СССР
1981 год был отмечен рядом событий, оставивших заметный след в истории советского изобразительного искусства.

## События
- Шестая Республиканская художественная выставка «Советская Россия» открылась в феврале в Москве Центральном выставочном зале «Манеж». Только по разделу живописи экспонировалось около 1000 произведений 500 авторов, отобранных с зональных выставок, предшествовавших всероссийскому смотру мастеров изобразительного искусства. Экспонировались работы мастеров изобразительного искусства России[1][2].

- Выставка произведений Татарникова Георгия Павловича открылась в залах Ленинградского отделения Союза художников РСФСР.[3]

- Выставка произведений Ге Николая Николаевича, крупнейшего мастера русской исторической и портретной живописи второй половины XIX века, одного из учредителей ТПХВ открылась в Москве в залах Государственной Третьяковской галереи к 150-летию со дня рождения художника.[4]

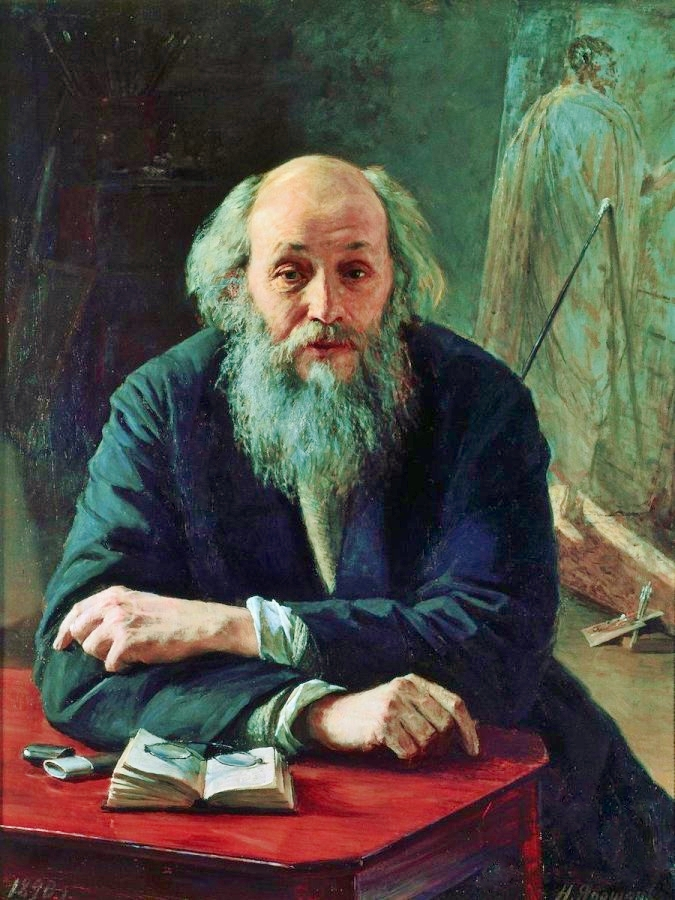
Николай Ге
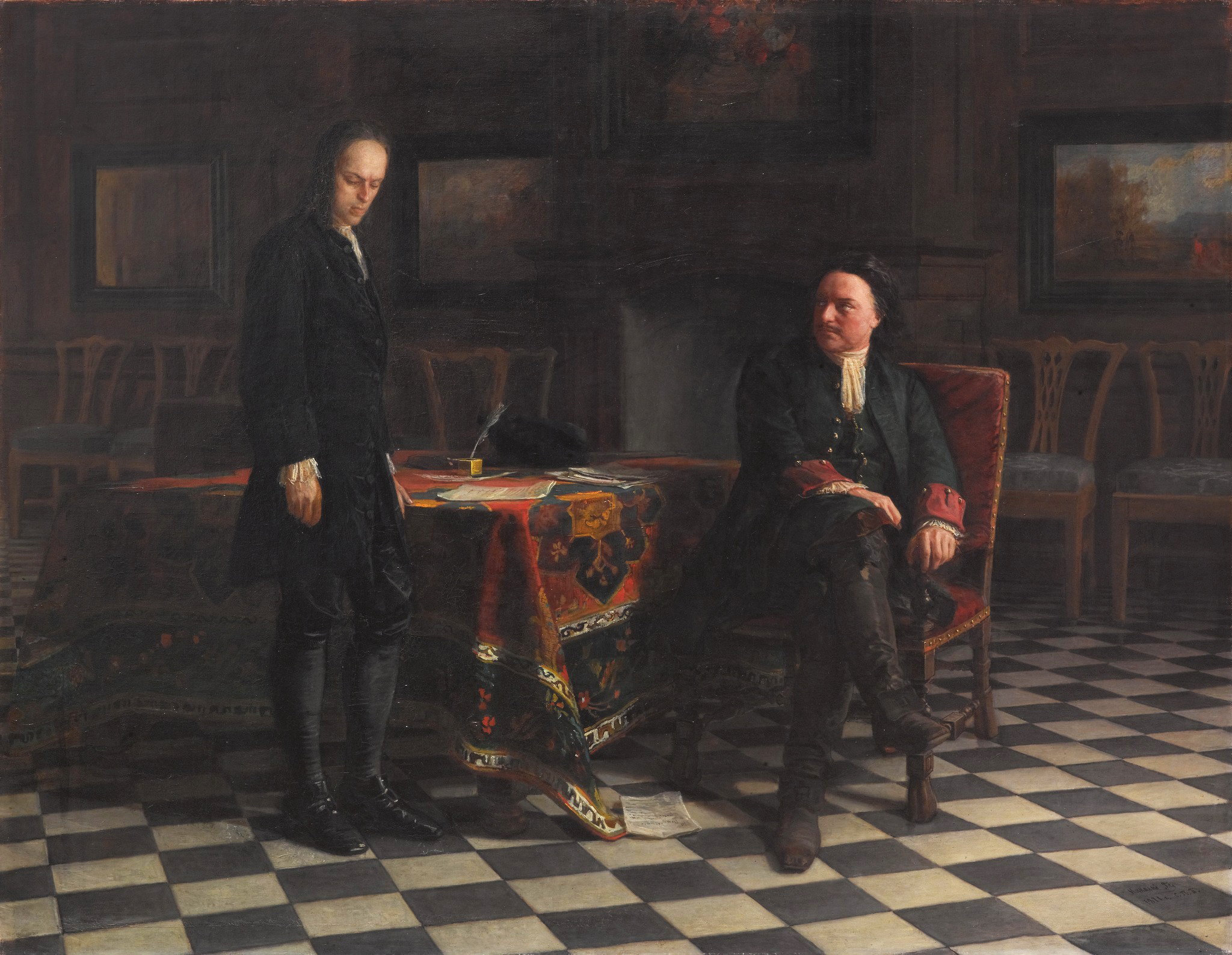
Пётр I допрашивает царевича Алексея. 1871
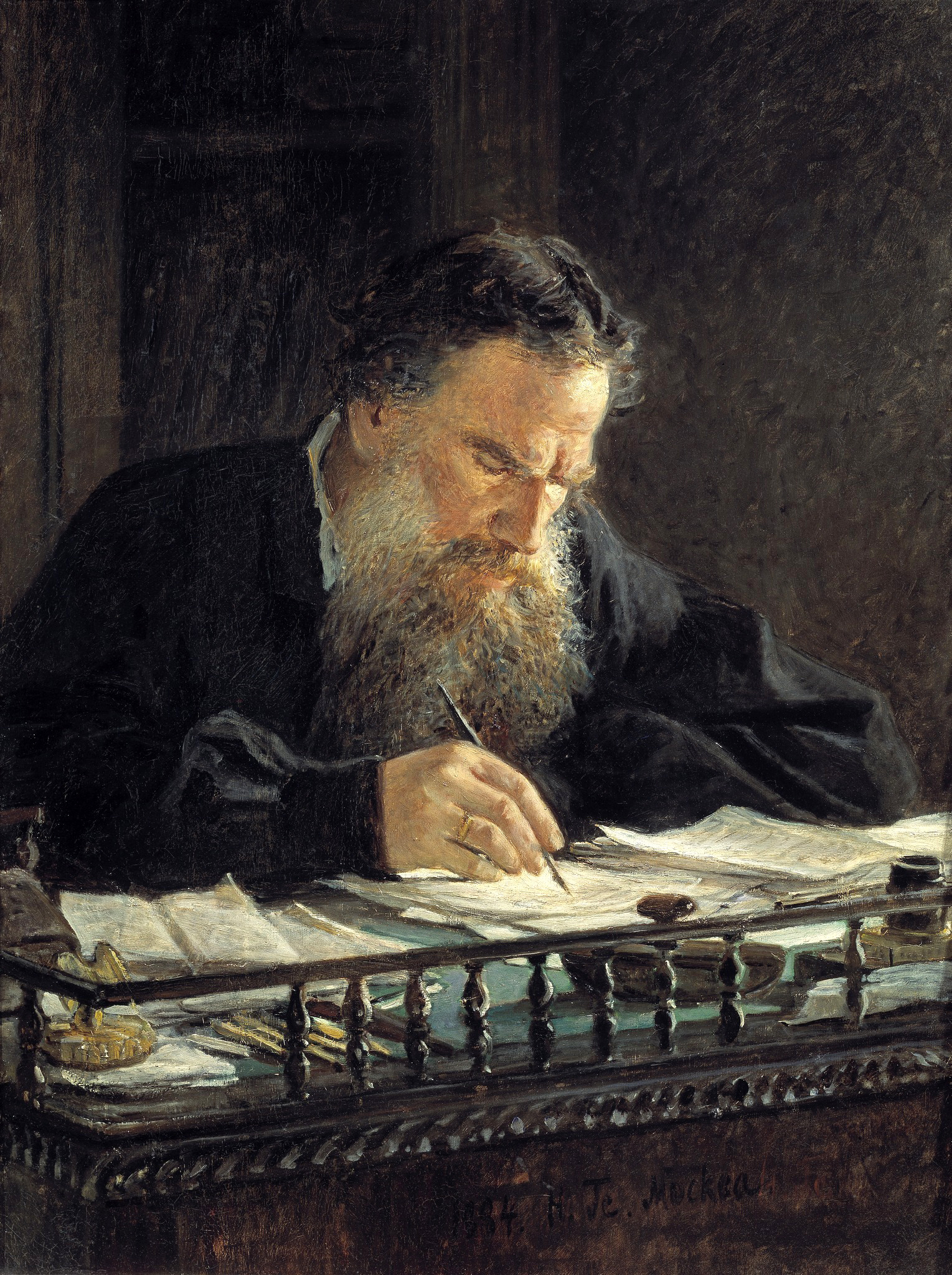
Лев Толстой. 1884
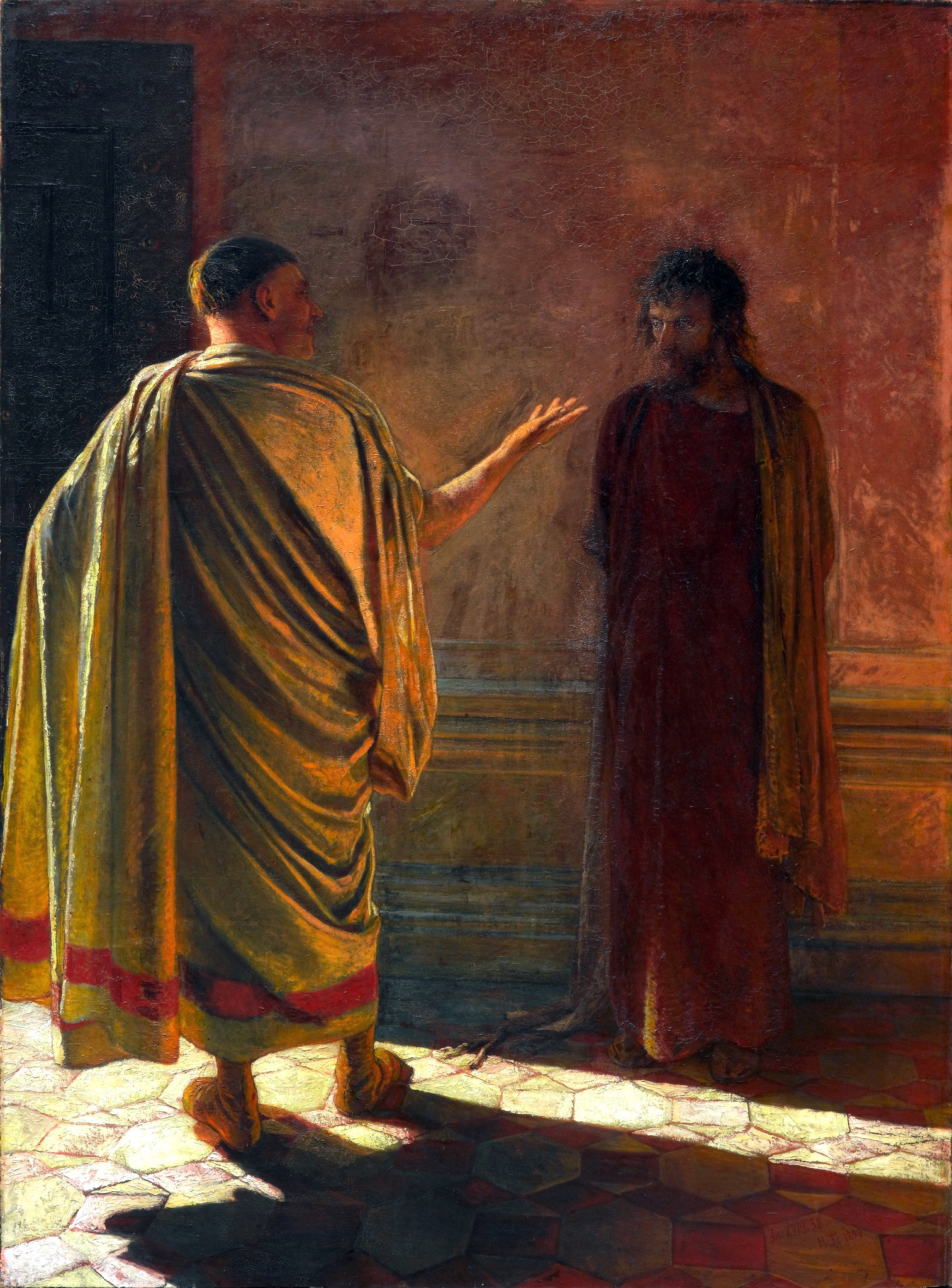
Что есть истина? 1890
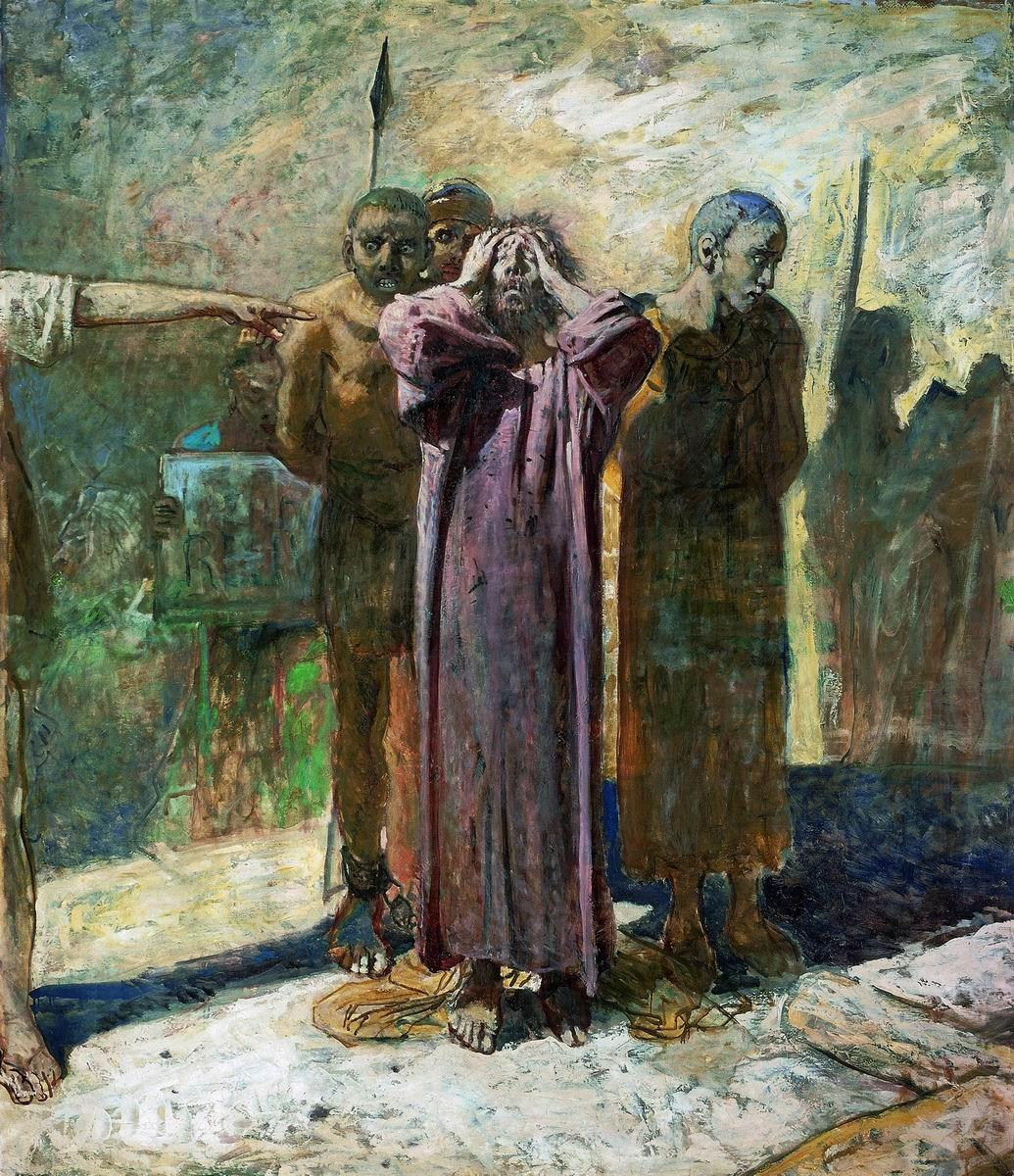
Голгофа. 1893

- Выставка произведений московского живописца Косьмина Дмитрия Александровича открылась в залах Союза художников РСФСР на Кузнецком мосту[5].

- Всероссийская художественная выставка «По родной стране» открылась в Москве с участием Николая Галахова, Михаила Козелла, Михаила Канеева, Майи Копытцевой, Ярослава Крестовского, Олега Ломакина, Дмитрия Маевского, Ивана Савенко, Владимира Саксона, Николая Тимкова, Виталия Тюленева и других мастеров изобразительного искусства Российской Федерации.[6]

- Выставка произведений Егошина Германа Павловича открылась в залах Ленинградского отделения Союза художников РСФСР.[7]

- 9 июля — В Москве в Доме художника на Кузнецком мосту открылась выставка «Памятники истории и культуры нашей Родины в произведениях московских художников». Экспонировалось свыше 400 произведений живописи и графики[8][9].

- Выставка произведений живописца Сысоева Николая Александровича открылась в Москве[10].

- Всесоюзная художественная выставка «Мы строим коммунизм» открылась в июле в Ленинграде в ЦВЗ «Манеж». Экспонировалось свыше 1000 произведений мастеров изобразительного искусства всех республик СССР. Ранее выставка была показана в Москве.[11]

- 29 июля — выставка «Прошлое Москвы в произведениях А. М. Васнецова» открылась в Музее истории и реконструкции Москвы.[12]

- Выставка произведений Крума Стефановича Джакова открылась в залах Ленинградского отделения Союза художников РСФСР.[13]

- Посмертная выставка произведений живописца Г. В. Павловского (1910-1973) открылась в Москве в Центральном Доме художника. Экспонировалось свыше ста живописных и графических произведений автора.[14]

- Выставка произведений Вернера Глеба Владимировича открылась в залах Ленинградского отделения Союза художников РСФСР.[15]

- Выставка произведений Аршакуни Завена Петросовича открылась в залах Ленинградского отделения Союза художников РСФСР.[16]

- Выставка произведений Серова Владимира Александровича открылась в залах Академии художеств СССР в Москве.[17]

- Выставка произведений Александра Михайловича Герасимова к 100-летию со дня рождения в Москве.[18]

- Выставка произведений ленинградских художников «Наш современник» открылась в Центральном выставочном зале «Манеж». Экспонировались работы мастеров изобразительного искусства[19].

- Выставка произведений Глебовой Татьяны Николаевны открылась в залах Ленинградского отделения Союза художников РСФСР.[20]

- Пятый съезд Союза художников РСФСР открылся в Москве[21].

## Скончались
- 4 февраля — Шматько Леонид Александрович, советский украинский живописец (род. в 1917).
- 17 октября — Малевский Владимир Евгеньевич, русский советский живописец (род. в 1925).
- 28 ноября — Деблер Александр Адольфович, русский советский живописец, график и педагог, профессор и декан живописного факультета ЛИЖСА им. И. Е. Репина (род. в 1908).

## Полная дата неизвестна
- Петров Борис Степанович, русский советский живописец (род. в 1910).
- Бессарабова Наталия Ивановна, советский скульптор-керамист, лауреат Государственной премии РСФСР имени И. Е. Репина (род. в 1895).